# Tabanus tenasserimi
Tabanus tenasserimi är en tvåvingeart som beskrevs av Szilady 1926. Tabanus tenasserimi ingår i släktet Tabanus och familjen bromsar.
Artens utbredningsområde är Myanmar. Inga underarter finns listade i Catalogue of Life.